# بانكسيا بلوطية الأوراق
بانكسيا بلوطية الأوراق (الاسم العلمي:Banksia quercifolia) هي نوع من النباتات تتبع جنس البانكسيا من الفصيلة البروطية.